# Gilbert Blaize Rego
Gilbert Blaize Rego (* 3. September 1921 in Bombay; † 21. Juni 2012 in Bandra, Mumbai) war römisch-katholischer Bischof von Simla und Chandigarh.

## Leben
Gilbert Blaize Rego empfing am 5. Dezember 1953 die Priesterweihe.
Papst Paul VI. ernannte ihn am 11. März 1971 zum Bischof von Simla und Chandigarh. Der Erzbischof von Delhi Angelo Innocent Fernandes spendete ihm am 11. September desselben Jahres die Bischofsweihe; Mitkonsekratoren waren Ignatius P. Lobo, Bischof von Belgaum, und Alfred Fernández, Bischof von Allahabad.
Am 10. November 1999 nahm Papst Johannes Paul II. seinen altersbedingten Rücktritt an.